# 윤용하 (야구인)
윤용하(尹龍河, 1968년 6월 7일 ~ )은 전 KBO 리그 야구 선수의 외야수이다. 1993년 시즌 종료 후 김용국과 함께 태평양으로 이적했다. 그후 1995년 시즌 종료 후 은퇴했다. 

## 출신학교
- 1984년 ~ 1987년 : 동산고등학교
- 1987년 ~ 1991년 : 동국대학교 (1987학번)